# ルーツィク城

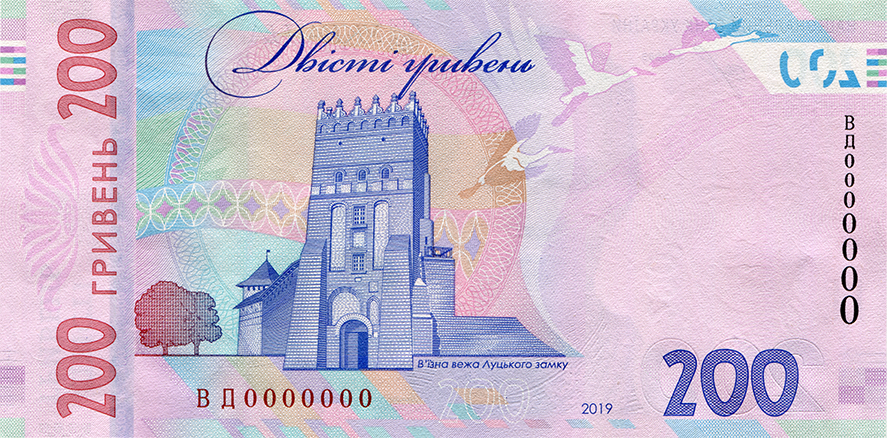
200フリヴニャ紙幣の裏面の側防塔

ルーツィク城（ルーツィクじょう、ウクライナ語: Луцький замок, Lutskiy zamok）、Lubart's Castle（Замок Любарта, Zamok Lyubarta）、 Upper Castle（Верхній замок, Verkhniy zamok）は、ハールィチ・ヴォルィーニ大公国の支配者でゲディミナスの息子であるリュバルタスの拠点として14世紀半ばに建てられた。ウクライナのルーツィクで最も有名なランドマークであり、200フリヴニャ紙幣にも載っている（チャルトリスキ家が14世紀に建てたLower Castleと呼ばれる城は遺跡になっている）。
ルーツィクのキエフの町は、早ければ1075年には木造の柵に囲まれていて、その年にボレスワフ大胆王が町を6か月間包囲した。ユーリー・ドルゴルーキーは1149年に6週間包囲したが失敗した。ルーツィクの壁はジョチの孫Kuremsaに攻撃された。
ストィル川の上にそびえ立つ現在の城は、初期の壁の一部が使われ、主に1340年代に建てられた。城はカジミェシュ大王（1349年）やヨガイラ（1431年）、ジーギマンタス・ケーストゥタイティス（1436年）など数多の権力者による包囲攻撃も寄せつけなかった。この地で1429年にルツク会議が開催され、神聖ローマ皇帝ジギスムント、モスクワ大公ヴァシーリー2世、ヨガイラ、リトアニア大公ヴィータウタス、ワラキアのヴォイヴォダが参加した。
ヴィータウタスの長い治世で、ルーツィク城は砲撃に耐えるようにさらに要塞化された。正面入り口は現在ではレンガで塞がれているが、西の外堀にかかる橋とつながっていた。リュバルタス、シュヴィトリガイラ（ともにリトアニア大公になった）、Bishopと名付けられた3つの塔は、16世紀から17世紀の間に建てられた。
かつて城壁は、St. John's Cathedral、リトアニア大公の宮殿、聖公会宮殿を取り囲んでいた。新古典主義建築のBishopの宮殿のみが現存する。
1941年7月2日、ユダヤ人1,160人が城の内部で殺害された。城内にはこの出来事に関する慰霊碑や墓碑が存在しない。